# Chasing Amy
Chasing Amy er en amerikansk dramakomedie-film fra 1997 skrevet og instrueret af Kevin Smith. Filmen er den tredje i hans New Jersey-trilogi.
Filmen var et slags «tilbage til basic» for Smith efter hans forrige film, Mallrats for Universal Studios, som havde et budget på $6 millioner. Chasing Amy blev lavet på et budget på $250 000 uden støtte fra noget studie eller distributører. Smith havde en aftale med Miramax Films om at de skulle have forkøbsret på filmen hvis de kunne lide den, hvis ikke kunne de sælge den til hvilket som helst andet studie. Miramax købte den, og den fik premiere på Sundance Film Festival hvor Clerks. først slog igennem.

## Indspilning
Smith skrev filmen med Ben Affleck, Jason Lee og Joey Lauren Adams (som han datede på det tidspunkt) i tankerne. Da han prøvede at sælge sin film til Miramax, som havde købt Clerks., ville de hellere have Jon Stewart, David Schwimmer og Drew Barrymore i rollerne. Men Smith holdt fast på sin intentioner, og ofrede deres $3 millioner budget for et på $250 000 for at beholde sin vision. Han ville ikke gentage fiaskoen fra Mallrats med et for stort budget og studiekontrol.

## Modtagelse
Filmen havde premiere på Sundance i 1997, og blev godt modtaget af publikum. Året efter vandt Smith en Independent Spirit Award for bedste manus, og Jason Lee kunne inkassere en pris for bedste mandlige birolle i samme uddeling. Filmen var også nomineret til bedste film. Fra et budget på $250 000, indtjente den over $12 millioner i USA. 

## Handling
Filmen følger tegneserieskaberen Holden McNeil (Affleck), der bliver forelsket i den lesbiske tegner Alyssa Jones (Adams). Filmen viser hvordan de bliver forelsket, og problemerne de møder. Et af deres største hindringer er Holdens tegnepartner, Banky Edwards (Lee), som modsiger sig forholdet både fordi han er homofob og fordi han er bange for at miste Holden som ven.

## Medvirkende
| Skuespillere      | Rolle         |
| ----------------- | ------------- |
| Ben Affleck       | Holden McNeil |
| Joey Lauren Adams | Alyssa Jones  |
| Dwight Ewell      | Hooper X      |
| Jason Lee         | Banky Edwards |
| Jason Mewes       | Jay           |
| Kevin Smith       | Silent Bob    |
| Casey Affleck     | Little Kid    |
| Matt Damon        | Shawn Oran    |
| Scott Mosier      | Collector     |
| Brian O'Halloran  | Jim Hicks     |
| Ethan Suplee      | Fan           |
| Guinevere Turner  | Singer        |